# Gorzanów (zámek)
Zámek Gorzanów (německy Schloss Grafenort) je zámek ze 16. století v polské obci Gorzanów v Dolnoslezském vojvodství.

## Historie
Severně od současné budovy původně stával hrad, zpustošený za husitských válek a definitivně zbořený v roce 1804. Nový zámek na současném místě se začal stavět kolem roku 1573, v letech 1653–1657 byl pod vedením Lorenza Nicela a později Andrey Carovea rozšířen do dnešní velikosti a získal barokní ráz. K další přestavbě došlo v roce 1735 a v letech 1900–1906 byl při rekonstrukci zámku modernizován vodovodní a kanalizační systém. Téměř 300 let byl rodovým sídlem Herbersteinů.
Od roku 1880 byl palác přístupný veřejnosti, zámecké divadlo fungovalo jako pobočka divadla města Lądek-Zdrój.
Park byl jednou z prvních barokních zahradních úprav ve Slezsku. Práce na něm začaly v polovině 17. století ve stylu italského a rakouského baroka. Kolem roku 1800 byly zahrady přeměněny na park.
V roce 1945 byl zámek znárodněn, v šedesátých letech 20. století byl opuštěn a chátral. V roce 2012 se jeho majitelem stala Nadace Gorzanowského paláce a byla zahájena obnova objektu. V důsledku finančních potíží nadace byl zámek v roce 2023 exekutorem dán do dražby.

## Galerie

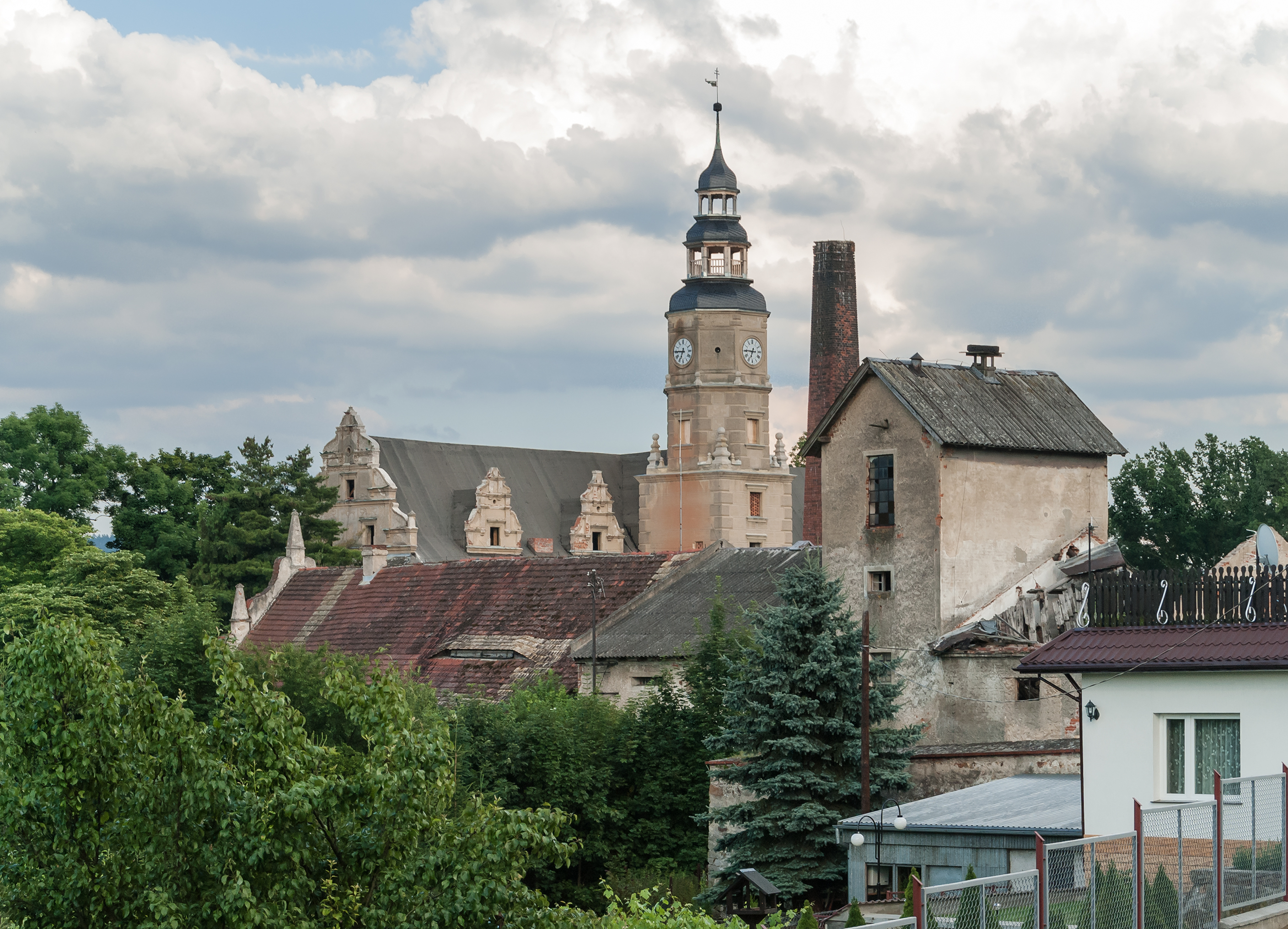
Zámek
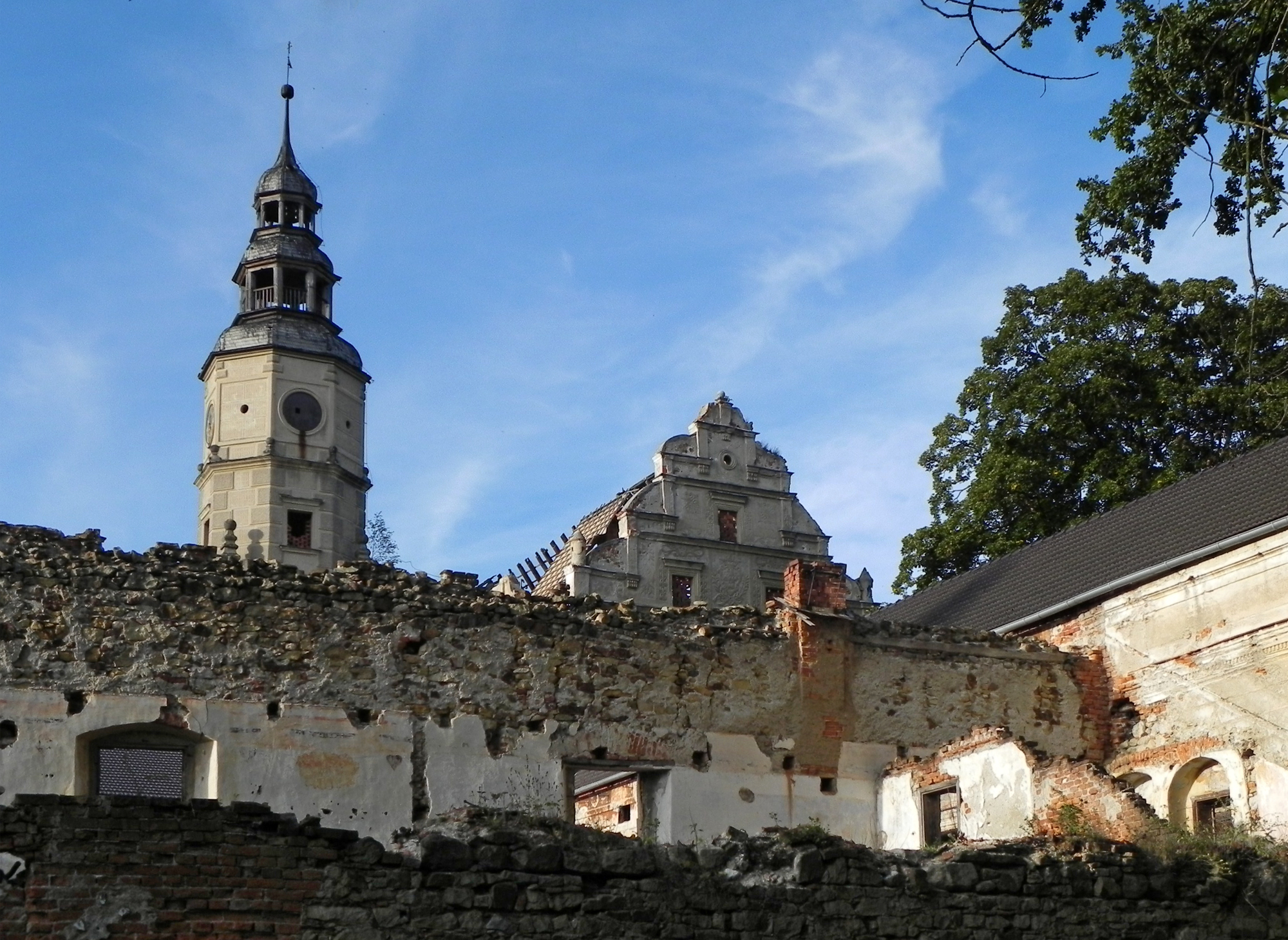
Zámek
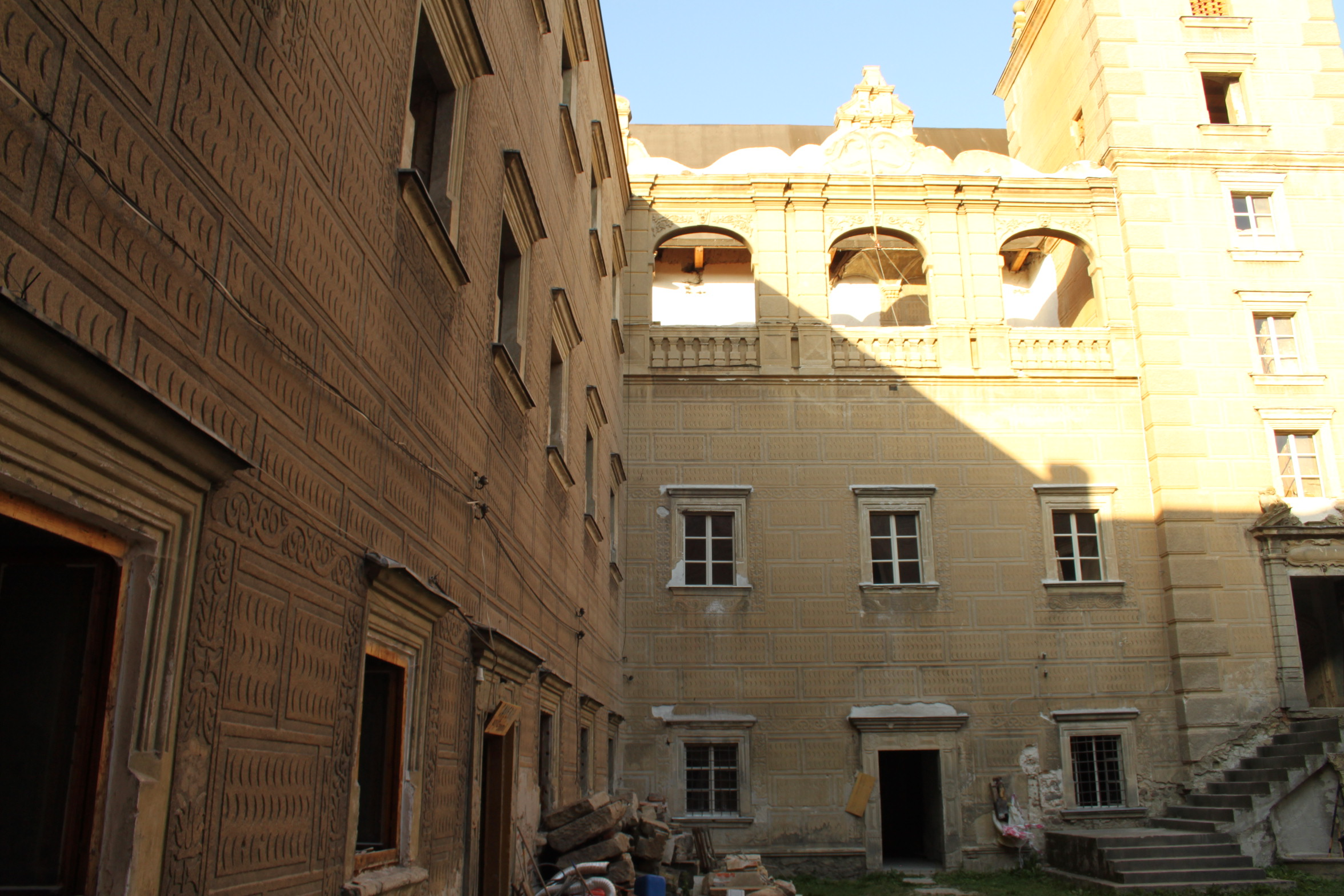
Zámek
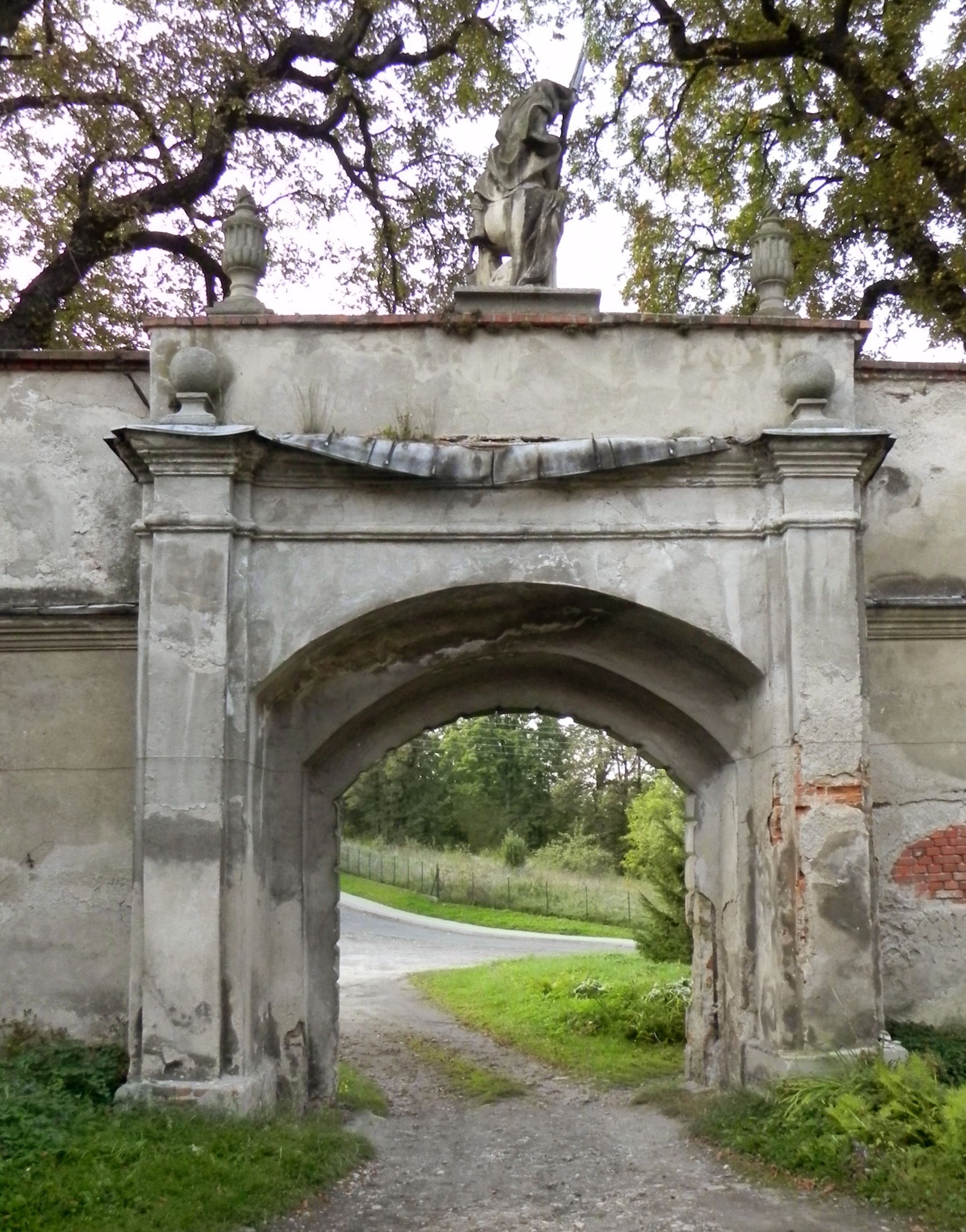
Brána
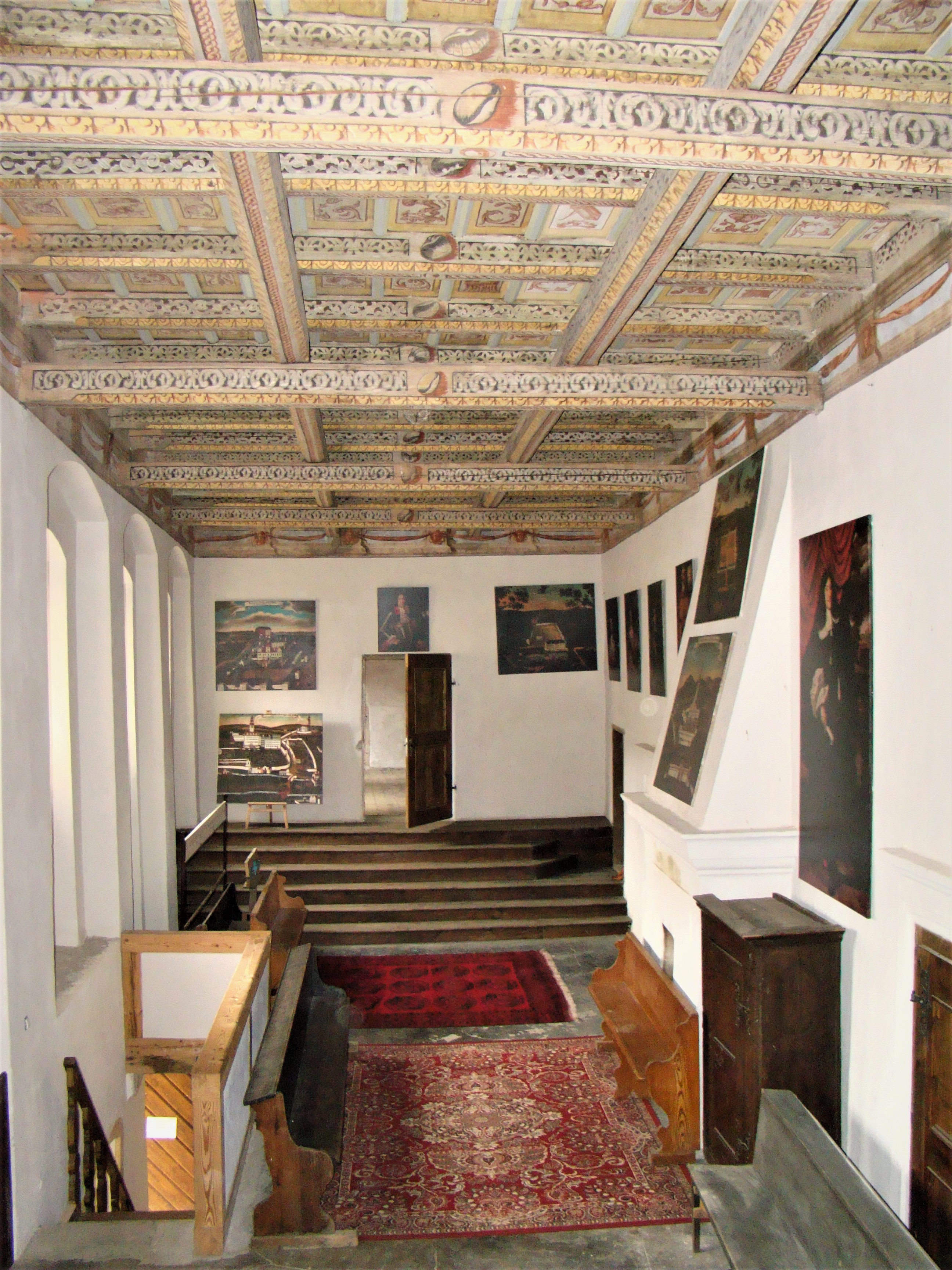
Interiéry
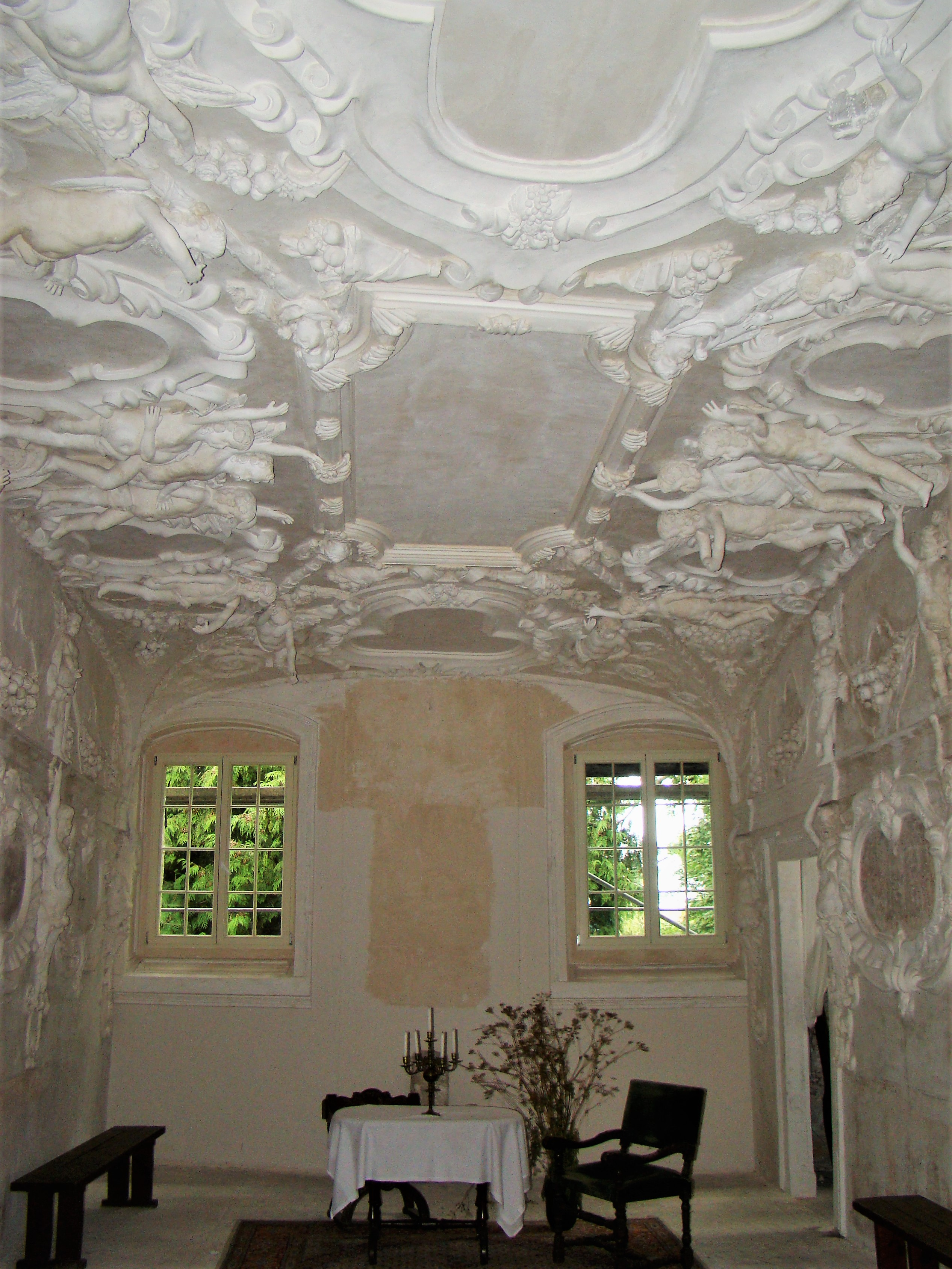
Interiéry
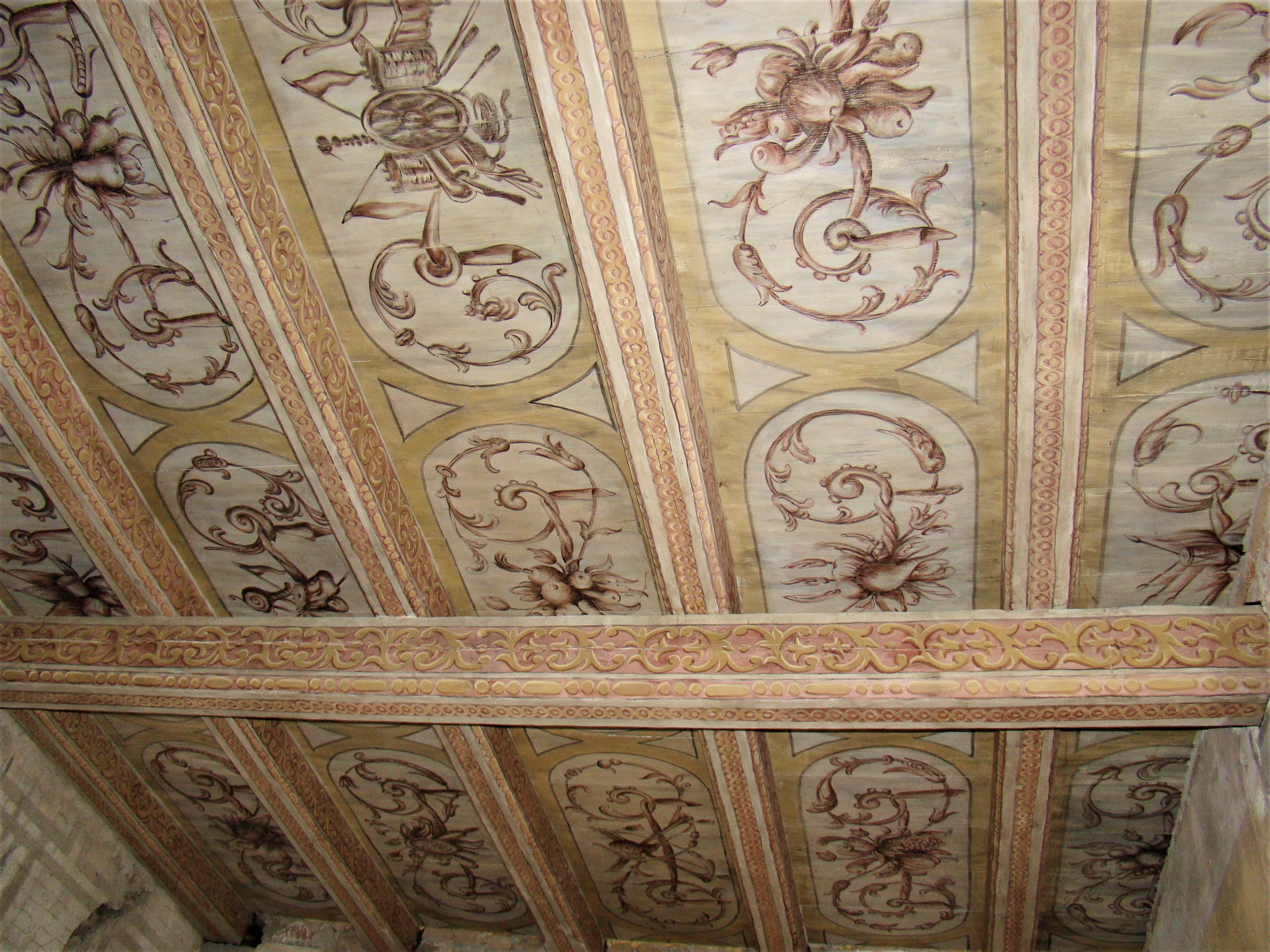
Interiéry